# Diospyros chamaethamnus
Diospyros chamaethamnus är en tvåhjärtbladig växtart som beskrevs av Moritz Kurt Dinter och Gottfried Wilhelm Johannes Mildbraed. Diospyros chamaethamnus ingår i släktet Diospyros och familjen Ebenaceae. Inga underarter finns listade i Catalogue of Life.

## Bildgalleri

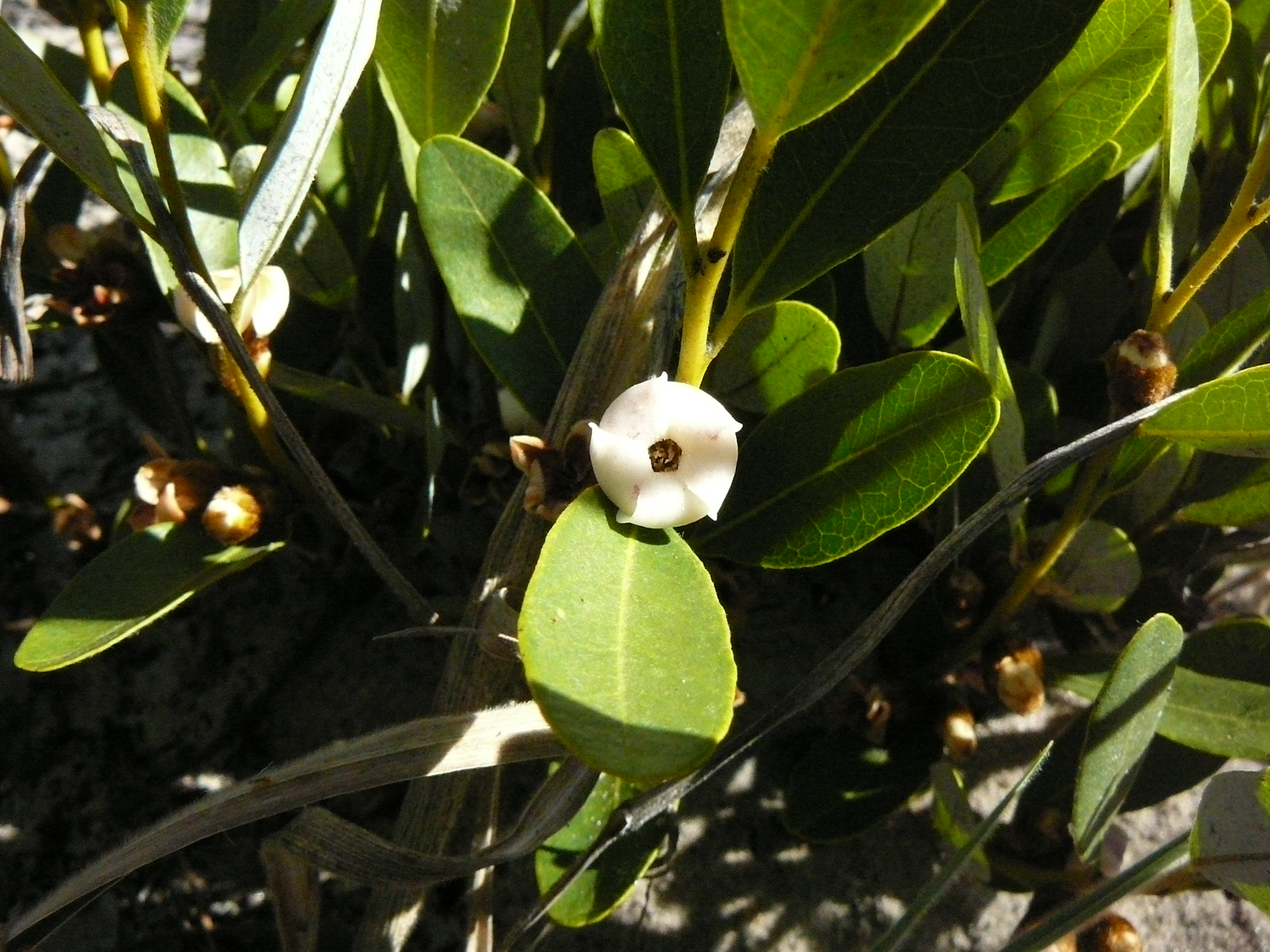
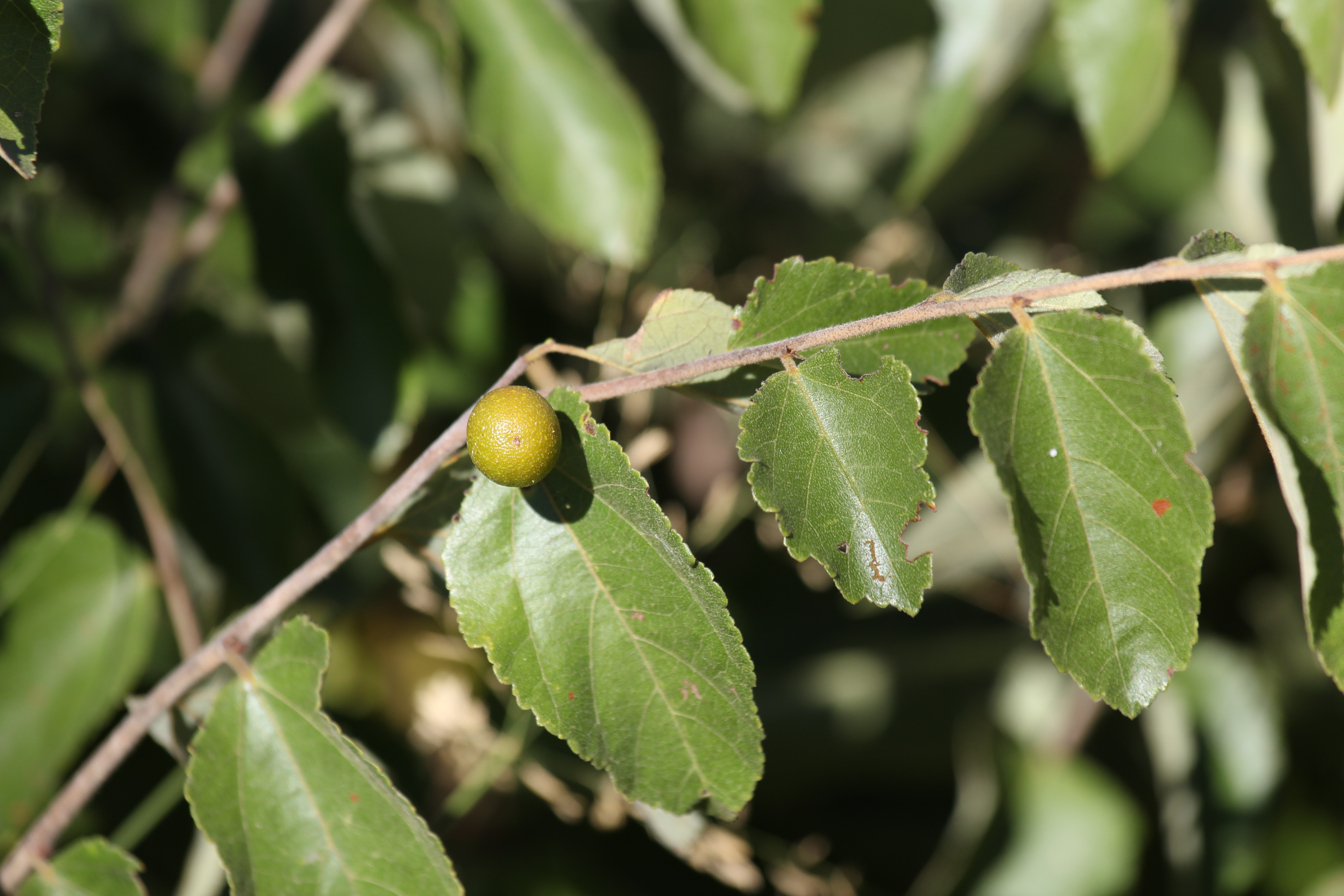